# Костадин Контев
Костадин Контев Тануров или Дино Танушев е български революционер, деец на Вътрешната македонска революционна организация.

## Биография
Костадин Контев е роден в ениджевардарското село Корнишор, днес в Гърция. Заедно с братята си посреща и укрива четите на ВМОРО в Паяк планина. Самият той действа като куриер на организацията. През Илинденско-Преображенското въстание спасява Анна Малешевска от убийците на съпруга ѝ̀ Кръстьо Асенов. След това е четник на организацията до Младотурската революция, след което се легализира. Повторно минава в нелегалност като четник на Ичко Димитров.
След 1924 година се установява в Баня, където членува в Илинденската организация.